# Маріно II далле Карчері
Маріно II далле Карчері (італ. Marino II dalle Carceri; д/н — 1278) — триарх північного і південного Негропонте в 1264—1278 роках.

## Життєпис
Походив зі шляхетського веронського роду далле Карчері. Син Нарцотто далле Карчері, триарха північного Негропонте, та Фелізи далле Карчері з центрального Негропонте. 1264 року спадкував владу в Негропонте.
1268 року доєднався до мирної угоди Венеції з Візантійською імперією, що завершила тривалу війну між країнами. Втім обидві сторони й далі готувалися до нового протистояння. 1270 року уклав союз із Гульєльмо II, триархом центрального Негропонте, спрямованим проти Візантійської імперії. Про участь у військових кампаніях 1271—1275 років обмаль відомостей. Але потім спільно діяв з новим триархом Гільберто II, але вони 1278 року зазнали поразки. 1276 року зазнав поразки від Лікаріо, що захопив столицю триархії Карист.
Невідомо, чи загинув у протистоянні, що найімовірніше, або втік з острова й невдовзі помер. Йому спадкувала сестра Алікс, що передала права чоловіку Джорджо Гізі.